# Physocyclus globosus
Physocyclus globosus là một loài nhện trong họ Pholcidae. Đây là loài đặc trưng trong chi Physocyclus. Loài nhện này có mặt tại Việt Nam